# Judy Holliday
Judy Holliday (Manhattan, New York, 1921. június 21. – Manhattan, New York, 1965. június 7.) Oscar-díjas és Golden Globe-díjas amerikai színésznő, énekesnő és komikus. 
Ismertetőjele szőke haja és jellegzetes hangja volt, amivel komikus és kissé együgyű hölgyeket formált meg. 1956-ban színpadi alakítását Tony-díjjal is jutalmazták.

## Élete

### Barátok kabaréja
Egyedüli gyermekként született Judith Tuvim néven Helen Gollomb zenetanár és Abraham "Abe" Tuvim alapítványszerző és újságíró lányaként. Szülei elváltak, amikor hatéves volt, és édesanyja nevelte őt. 1938-ban végzett osztályelsőként a Julia Richman Középiskolában, de már azelőtt is kiemelkedett magas intelligencia szintjével. Miután nem vették fel drámaszakra, a Mercury Theatre-ben dolgozott diszpécserként abban a reményben, hogy így közelebb juthat a színházhoz. 
Karrierje mégsem ott kezdődött. Egy vakáció alkalmával megismerkedett Adolph Greennel, akivel később megalapították The Revuers című kabaréjukat, és előadásokat tartották Greenwich Village szórakozóhelyein. A csapat neves tagjai között volt Betty Comden és Leonard Bernstein is. A show olyan sikeres lett, hogy hamarosan filmszerződést kínáltak fel nekik. A szerep elenyésző mérete miatt azonban visszatértek a színpadra. Habár Judithot sikerült meggyőzniük, hogy szerződjön le a 20th Century Fox Stúdiónál. Ekkor változtatta a nevét Hollidayre, ami a héber tuvim angol megfelelője.

### Betörés a filmvilágba
Hollidaynek csalódnia kellett a filmiparban, komolyabb szerephez nem jutván a Broadway színpadjához fordult, ahol beválogatták a Kiss Them for Me szerepgárdájába: egy szőke, butácska hölgyet játszott, akit könnyű elcsábítani. Később a szőke, butácska lány lett az ismertető jele. A nagy áttörése akkor következett, amikor Jean Arthur helyére ugrott be a Born Yesterday színdarabban. A darabot három éven át játszották a Broadwayn, Holliday pedig elsajátította Billie Dawn szerepét, aki túljár csaló iparmágnás párja eszén. A dicsérő kritika ellenére Harry Cohn, a Columbia Pictures Stúdió feje, nem volt hajlandó a filmadaptációba beválogatni, mert túlságosan zsidónak találta a színésznő alakítását, és más színészeket hívott meghallgatásra mint Rita Hayworth.
1949-ben Katharine Hepburn és Spencer Tracy Hollidaynek adták Doris Attinger - a lány aki meglövi a férjét és bíróság elé kerül - szerepét az Ádám bordája című romantikus vígjátékban. Ezzel végül sikerült meggyőzni Cohnt, hogy beválogassa Hollidayt a Born Yesterday sztárjai, Broderick Crawford és William Holden mellé. Holliday huszonkilenc évesen nyerte el az Oscar-díjat olyan neves színészek elől, mint Bette Davis, Gloria Swanson és Eleanor Parker. 
Az ötvenes években történt, hogy az előadóművészek ellen is vizsgálat indult kommunizmus vádjával. Akinek valamilyen kapcsolata volt a kommunistákkal, nem engedték a nyilvánosság előtt szerepelni, sok művész karrierjét ezzel évekig megrekesztve vagy lerombolva (lásd Mccarthyzmus). Holliday azért került bajba, mert aláírt baloldali petíciókat. A sajtónak úgy nyilatkozott erről, hogy nagyon felelőtlenül viselkedett és körültekintőbbnek kellett volna lennie. Később detektívet is alkalmazott, hogy kivizsgálhassa az ügyet, de a rendőrségi kihallgatáson tagadta, hogy kommunista lenne vagy ismerne-e bárkit, aki ilyen politikai nézetet vallana.
1951-ben főszerepet kapott a Dream Girl című színdarabban. A mozivásznon további komikus alakításokkal szórakoztatta a közönséget, mint a Marrying Kind (1952), The Solid Gold Cadillac és a Full of Life (1956). Holliday Jack Lemmon párját alakította a színész első két filmjében, a Csináld meg magadban és A válásban. 

### Színpadi sikerek és utolsó évek
1956-ban visszatért a színpadra, ahol a Szólnak a harangok musical főszerepét játszotta és megcsillogtatta énektudását valamint diszpécseri tapasztalatát. A szövegkönyvet és a dalszöveget régi barátai, Betty Comden és Adolph Green írták. A produkció hatalmas siker volt és három éven át szerepelt a repertoáron. Színésztársával, Sydney Chaplinnel együtt (Charlie Chaplin második gyermeke) elnyerték a legjobb főszereplőnek járó Tony-díjat musicalben. 
1958-ban elvált klarinéton játszó férjétől, David Oppenheimtól, akitől egy fia, Jonathan született.
Az ötvenes évek végén ismerkedett meg a szaxofonista Gerry Mulligannel, aki a Szólnak a harangok filmadaptációjában egy rövid szerepet is kapott, mint Holliday vakrandija. Mulligan és Holliday két lemezt készítettek közösen, az első 1958-ban jelent meg Trouble Is a Man címmel, a másodikat Holliday with Mulligan címmel viszont nem adták ki egészen 1980-ig. Holliday nagyon szeretett zenét szerezni és kései éveiben ezzel töltötte az idejét is.
1960-ban Dean Martin mellett újra eljátszotta a Szólnak a harangok főszerepét ezúttal a mozivásznon. Utolsó szereplése a Hot Spot című színdarabban volt, mikor rákot diagnosztizáltak a színésznőnél. Holliday 1965-ben hunyt el.

## Filmográfia

### Szerepei a Broadwayn[14]
- 1945: Kiss Them for Me
- 1946–1949: Born Yesterday
- 1951: Dream Girl
- 1956–1959: Szólnak a harangok
- 1963: Hot Spot

### Filmjei
| Év        | Cím                      | Szerep                                      |
| --------- | ------------------------ | ------------------------------------------- |
| 1938      | Too Much Johnson         | extra szereplő (nincs a stáblistán)         |
| 1944      | Greenwich Village        | táncosnő (nincs a stáblistán)               |
| 1944      | Something for the Boys   | hegesztő a hadiüzemben (nincs a stáblistán) |
| 1944      | Winged Victory           | Ruth Miller                                 |
| 1949      | The Ford Theatre Hour    | Curly Flagg (S2E03)                         |
| 1949      | Ádám bordája             | Doris Attinger                              |
| 1949      | Egy nap New Yorkban      | Daisy (hangja)                              |
| 1950      | Born Yesterday           | Billie Dawn                                 |
| 1952      | The Marrying Kind        | Florence "Florrie" Keefer                   |
| 1954      | Csináld meg magadban     | Gladys Glover                               |
| 1954      | Goodyear Playhouse       | ? (S3E11)                                   |
| 1954      | A válás                  | Nina Tracey                                 |
| 1954–1955 | Max Liebman Spectaculars | 1954: ? (S1E03) 1955: ? (S1E09)             |
| 1956      | The Solid Gold Cadillac  | Laura Partridge                             |
| 1956      | Full of Life             | Emily Rocco                                 |
| 1960      | Szólnak a harangok       | Ella Peterson                               |

## Diszkográfia
- 1956: Szólnak a harangok (eredeti filmzene)
- 1958: Trouble Is a Man
- 1980: Holliday with Mulligan (Gerry Mulligannel)

## Díjak és jelölések
| Cím                     | Díj                                  | Kategória                         | Eredmény |
| Filmek                  | Filmek                               | Filmek                            | Filmek   |
| ----------------------- | ------------------------------------ | --------------------------------- | -------- |
| Ádám bordája            | Golden Globe-díj                     | Legjobb női mellékszereplő        | Jelölve  |
| Born Yesterday          | Golden Globe-díj                     | Legjobb női főszereplő            | Elnyerte |
| Born Yesterday          | Jussi-díj                            | Legjobb külföldi színésznő        | Elnyerte |
| Born Yesterday          | New York-i Filmkritikusok Egyesülete | Legjobb színésznő                 | Jelölve  |
| Born Yesterday          | Oscar-díj                            | Legjobb női főszereplő            | Elnyerte |
| The Marrying Kind       | BAFTA-díj                            | Legjobb külföldi színésznő        | Jelölve  |
| A válás                 | BAFTA-díj                            | Legjobb külföldi színésznő        | Jelölve  |
| The Solid Gold Cadillac | Golden Globe-díj                     | Legjobb női főszereplő            | Jelölve  |
| Szólnak a harangok      | Golden Globe-díj                     | Legjobb női főszereplő            | Jelölve  |
| Tiszteletbeli díjak     |                                      |                                   |          |
| Életművéért             | Hírességek sétánya                   | csillag mozgókép kategóriában     | Elnyerte |
| Színpadi szereplések    |                                      |                                   |          |
| Kiss Them for Me        | Theatre World-díj                    | Theatre World-díj                 | Elnyerte |
| Szólnak a harangok      | Tony-díj                             | Legjobb női főszereplő musicalben | Elnyerte |